# 帕马尔
帕马尔（Pammal），是印度泰米尔纳德邦Kancheepuram县的一个城镇。总人口49744（2001年）。

## 人口
该地2001年总人口49744人，其中男性25402人，女性24342人；0—6岁人口5074人，其中男2633人，女2441人；识字率81.23%，其中男性为85.23%，女性为77.05%。